# Castle on the Hill
Castle on the Hill è un singolo del cantautore britannico Ed Sheeran, pubblicato il 6 gennaio 2017 come primo estratto dal quinto album in studio ÷.

## Descrizione
Composto da Sheeran stesso insieme a Benny Blanco e pubblicato in contemporanea a Shape of You, si tratta di un brano rock e folk pop influenzato dalle musiche di Bruce Springsteen.
Il castello citato nella canzone è il Castello di Framlingham, situato nella città dove il cantante ha trascorso la propria infanzia.

## Tracce
Testi e musiche di Ed Sheeran e Benjamin Levin.
Download digitale
1. Castle on the Hill – 4:21

Download digitale – Acoustic
1. Castle on the Hill (Acoustic) – 3:46

Download digitale – Live at the BRITs
1. Castle on the Hill (Live at the BRITs) – 1:47

CD singolo (Europa)
1. Castle on the Hill – 4:21
2. Castle on the Hill (Acoustic) – 3:46

Download digitale – Seeb Remix
1. Castle on the Hill (Seeb Remix) – 3:50

Download digitale – Throttle Remix
1. Castle on the Hill (Throttle Remix) – 3:40

## Formazione
Musicisti
- Ed Sheeran – voce, cori, mandolino, chitarra
- Benny Blanco – programmazione, tastiera
- Pino Palladino – basso
- Leo Taylor – batteria
- Thomas Bartlett – tastiera, pianoforte

Produzione
- Benny Blanco – produzione
- Ed Sheeran – produzione
- Chris Sclafani – ingegneria del suono
- Joe Rubel – ingegneria del suono
- Mark "Spike" Stent – missaggio
- Geoff Swan – assistenza al missaggio
- Michael Freeman – assistenza al missaggio
- Stuart Hawkins – mastering

## Successo commerciale
Castle on the Hill ha debuttato al 2º posto della Official Singles Chart il 13 gennaio 2017, dietro solamente all'altro singolo di Sheeran Shape of You, pubblicato lo stesso giorno. Il cantante è divenuto così l'unico artista nella storia del Regno Unito ad aver debuttato con due diversi singoli nelle prime due posizioni in classifica durante la medesima settimana.
Negli Stati Uniti d'America il singolo ha debuttato al 6º posto della Billboard Hot 100, mentre Shape of You ha debuttato al vertice, rendendo Sheeran il primo artista nella storia della Billboard Hot 100 a far debuttare due brani nella top ten durante la medesima settimana.

## Classifiche

### Classifiche settimanali
| Classifica (2017)    | Posizione massima |
| -------------------- | ----------------- |
| Australia            | 2                 |
| Austria              | 2                 |
| Belgio (Fiandre)     | 2                 |
| Belgio (Vallonia)    | 25                |
| Canada               | 2                 |
| Danimarca            | 2                 |
| Filippine            | 35                |
| Finlandia            | 4                 |
| Francia              | 3                 |
| Germania             | 2                 |
| Irlanda              | 2                 |
| Italia               | 3                 |
| Lussemburgo          | 2                 |
| Malaysia             | 10                |
| Norvegia             | 3                 |
| Nuova Zelanda        | 2                 |
| Paesi Bassi          | 2                 |
| Polonia              | 29                |
| Portogallo           | 3                 |
| Regno Unito          | 2                 |
| Repubblica Ceca      | 2                 |
| Slovacchia           | 2                 |
| Slovenia             | 22                |
| Spagna               | 10                |
| Stati Uniti          | 6                 |
| Svezia               | 2                 |
| Svizzera             | 2                 |
| Ungheria (download)  | 3                 |
| Ungheria (streaming) | 3                 |

### Classifiche di fine anno
| Classifica (2017) | Posizione |
| ----------------- | --------- |
| Australia         | 3         |
| Austria           | 15        |
| Belgio (Fiandre)  | 14        |
| Brasile           | 195       |
| Canada            | 14        |
| Croazia           | 18        |
| Danimarca         | 5         |
| Francia           | 62        |
| Germania          | 23        |
| Islanda           | 33        |
| Italia            | 34        |
| Norvegia          | 33        |
| Nuova Zelanda     | 4         |
| Paesi Bassi       | 14        |
| Portogallo        | 45        |
| Regno Unito       | 3         |
| Spagna            | 54        |
| Stati Uniti       | 40        |
| Svezia            | 12        |
| Svizzera          | 14        |
| Ungheria          | 37        |
| Classifica (2018) | Posizione |
| Australia         | 90        |
| Regno Unito       | 97        |

### Classifiche di fine decennio
| Classifica (2010-19) | Posizione |
| -------------------- | --------- |
| Australia            | 43        |
| Regno Unito          | 11        |